# Legoland Florida Resort
Koordinaten: 27° 59′ 31″ N, 81° 41′ 31″ WDas Legoland Florida Resort ist ein Freizeit- und Themenpark-Resort in Winter Haven, Florida, USA, welches im Jahr 2011 auf dem Gelände des ehemaligen Cypress Gardens Themenparks eröffnet wurde. Das Resort beherbergt den Legoland Florida Freizeitpark, den Legoland Wasserpark sowie einen Peppa Pig Theme Park.

## Geschichte

### Cypress Gardens
Die Schließung von Cypress Gardens markiert das Ende einer Ära für Floridas ersten kommerziellen Themenpark, der über Jahrzehnte hinweg Besucher mit seinen botanischen Gärten und spektakulären Wasserski-Shows begeisterte. Nachdem der Park 1936 von Dick Pope Sr. und seiner Frau Julie eröffnet worden war, durchlebte er zahlreiche Höhen und Tiefen, darunter Besitzerwechsel und wachsende Konkurrenz durch größere Themenparks wie das Walt Disney World Resort und Universal Orlando Resort. Im April 2003 schloss Cypress Gardens erstmals seine Tore, bedingt durch einen Rückgang des Tourismus nach den Anschlägen vom 11. September 2001. Trotz einer Wiedereröffnung als Cypress Gardens Adventure Park im November 2004 unter der Leitung der Adventure Parks Group, die durch Hurrikanschäden verzögert wurde, konnte der Park nicht an alte Erfolge anknüpfen. Am 23. September 2009 gab der damalige Eigentümer Land South Holdings schließlich die sofortige Schließung bekannt, da alle Möglichkeiten zur Fortführung des Betriebs ausgeschöpft waren. Dies ebnete den Weg für die Übernahme durch Merlin Entertainments, die das Gelände 2010 kaufte und 2011 in Legoland Florida umwandelte, wobei Teile der historischen Gärten erhalten blieben.

### Legoland Park
Die Ankündigung des neuen Freizeitparks erfolgte am 21. Januar 2010 durch die Merlin Entertainments Group, die das Projekt in einer Pressekonferenz vorstellte. John Jakobsen, Managing Director von Legoland Parks, und Nick Varney, CEO von Merlin, präsentierten die Pläne, bei denen 100.000 Lego-Steine symbolisch ausgeschüttet wurden. Der Standort wurde bewusst gewählt, da die bestehende Infrastruktur von Cypress Gardens eine schnellere Umsetzung ermöglichte. Varney betonte, dass die Renovierung eines bestehenden Parks im Vergleich zu einem Neubau die Entwicklungszeit erheblich verkürzte – von vier bis fünf Jahren auf weniger als zwei Jahre.
Die Entscheidung für Winter Haven fiel nach einer Suche nach Standorten im Großraum Orlando, wobei Polk County durch die vorhandene Infrastruktur und ein Anreizpaket von 5 Millionen Dollar über zehn Jahre überzeugte. Dieses Paket umfasste 150.000 Dollar jährlich für die Schaffung von Arbeitsplätzen und 350.000 Dollar jährlich für Marketingunterstützung. Merlin Entertainments, das bereits Legoland California betrieb, sah in Florida einen strategischen Schritt zur Expansion in den USA, gestützt auf die weltweite Stärke der Lego-Marke. Langfristig wurde angestrebt, den Park durch den Bau eines Hotels zu einem vollwertigen Resort auszubauen.
Der Park wurde als bisher größter Legoland-Park weltweit konzipiert und sollte zwischen 40 und 50 Hauptattraktionen umfassen. Neben den typischen Lego-Attraktionen wie kinderbetriebenen Fahrgeschäften und riesigen Modellen aus Lego-Steinen wurden auch Elemente von Cypress Gardens integriert. Die historischen botanischen Gärten blieben erhalten, ebenso wie der beliebte Splash Island Waterpark, der jedoch eine separate Eintrittsgebühr erfordert. Merlin plante zudem, die Wasserski-Shows und eine der beiden Holzachterbahnen von Cypress Gardens in das neue Konzept einzubinden. Die Investition in Höhe von mehreren hundert Millionen Dollar, wie von Floridas Gouverneur Charlie Crist hervorgehoben, schuf über 1.000 Arbeitsplätze und wurde von lokalen Politikern wie Senator J.D. Alexander als bedeutender wirtschaftlicher Impuls gefeiert.
Nach einer relativ kurzen Bauphase (im Vergleich zu Parks, die komplett neu errichtet wurden), öffnete Legoland Florida am Samstag, dem 15. Oktober 2011, seine Tore.
Im Laufe der Zeit wuchs der Park durch die Erweiterung mit neuen Themenbereichen wie „The World of Chima“ (Juli 2013), „Heartlake City“ (Juni 2015) und „Lego Ninjago World“ (Januar 2017). Zudem entwickelte sich Legoland Florida zu einem Resort. Am 21. November 2013 wurde das erste Hotel vor Ort, das LEGOLAND Hotel, angekündigt, das am 15. Mai 2015 eröffnet wurde. Als Teil einer umfassenden Erweiterung folgte am 15. März 2016 die Ankündigung des zweiten Resorts, des LEGOLAND Beach Retreat, das am 7. April 2017 etwa 1,2 Kilometer östlich des Themenparks am Westufer des Lake Dexter seine Pforten öffnete. Die neueste Erweiterung war die Eröffnung des weltweit ersten Themenbereichs zum „The Lego Movie“, der am 27. März 2019 Besucher empfing.
Von Mitte März bis Mai 2020 musste der Park – wie alle Legoland-Parks – aufgrund der COVID-19-Pandemie vorübergehend schließen. Nach der Wiedereröffnung im Juni 2020 setzte Legoland Florida seine Expansionspläne fort. Am 25. Juni 2020 öffnete das Pirate Island Hotel, ein Piraten-inspiriertes Hotel, das ursprünglich für April geplant war, aber aufgrund der Pandemie verzögert wurde. Dieses Hotel ergänzte das Resort um 150 weitere Zimmer und bot Familien ein neues, thematisch gestaltetes Übernachtungserlebnis.
Im Februar 2021 kündigte Merlin Entertainments, den Bau eines eigenständigen Peppa Pig Theme Parks an, der am 24. Februar 2022 als weltweit erster Themenpark dieser Art eröffnet wurde. Dieser eigenständige Park, nur wenige Schritte vom Hauptthemenpark entfernt, richtet sich speziell an Kleinkinder und bietet Fahrgeschäfte, Shows und interaktive Spielbereiche rund um die beliebte Zeichentrickfigur Peppa Pig.
Am 23. Mai 2025 eröffnet das Sea Life Florida, ein neues Aquarium im Resort, das Besucher mit über 25 Ausstellungen, darunter ein Unterwassertunnel und interaktive Bereiche, in die Welt der Meeresbewohner eintauchen lässt. Das Sea Life befindet sich im Park, muss aber separat bezahlt werden. Diese 20-Millionen-Dollar-Attraktion ergänzt das Angebot für Familien. Ebenfalls im Frühjahr 2025 wurden im LEGOLAND Hotel 20 neue, kreativ gestaltete Zimmer eingeführt, darunter sechs DUPLO®-Zimmer, die speziell für jüngere Kinder konzipiert sind.
Im März 2025 wurde ein weiteres Projekt angekündigt: Legoland Florida plant für 2026 die Eröffnung einer neuen Indoor-Achterbahn, die als weltweit erste ihrer Art beschrieben wird. Die Attraktion ist Teil eines 90-Millionen-Dollar-Projekts, das auch Legoland California einschließt, wobei etwa 45 Millionen Dollar in den Bau in Florida fließen. Sie soll moderne Fahrtechnologie mit Lego-Elementen kombinieren und richtet sich an Familien mit Kindern im Alter von 2 bis 12 Jahren. Einzelheiten zu Thema und Gestaltung wurden noch nicht veröffentlicht; die Bauarbeiten haben jedoch bereits begonnen.
Zusätzlich führte Legoland Florida im Jahr 2025 das erste LEGO Festival ein, einen besonderen Tag voller interaktiver Spielzonen und 49 neuen Lego-Modellen, der das kreative Spielen in den Vordergrund stellt und Besucher aller Altersgruppen anspricht.

## Betreiber

Logo der Betreibergesellschaft

Das Legoland Florida Resort wurde 2011 von der Merlin Entertainments Group eröffnet. Anders als bei einigen anderen Legoland-Parks war die Lego Group hier nicht direkt als Betreiber und Erbauer involviert.
Im Jahr 2019 übernahm der Lego-Konzern durch seinen Investmentarm Kirkbi gemeinsam mit Blackstone und dem Canada Pension Plan Investment Board Merlin Entertainments für 6,6 Milliarden Euro und erhielt somit wieder Einfluss auf die Freizeitparks, einschließlich Legoland Florida Resort. Die operative Leitung des Parks verbleibt jedoch weiterhin bei Merlin Entertainments.
Neben den Legoland Freizeitparks gehören seit langem auch Attraktionen wie Chessington World of Adventures, die Sea-Life-Aquarien, das Alton Towers Resort, Madame Tussauds, Gardaland, Heide Park Soltau und Thorpe Park zum Portfolio von Merlin Entertainments. Diese Struktur blieb auch nach der Übernahme durch Kirkbi, Blackstone und den Canada Pension Plan Investment Board im Jahr 2019 unverändert.

## Legoland Florida
Der Legoland Florida Themenpark eröffnete am 15. Oktober 2011. Der Park umfasst 58,7 Hektar und ist damit der zweitgrößte Legoland-Park nach Legoland Windsor im Vereinigten Königreich.
Der Park richtet sich an Familien mit Kindern im Alter von 2 bis 12 Jahren und bietet mehr als fünfzig Fahrgeschäfte, Shows, Attraktionen, Restaurants und Geschäfte sowie den ursprünglichen Cypress Gardens, der eine Hommage an die frühere Nutzung des Parks darstellt.

### Themenbereiche und Attraktionen
Der Themenpark ist in 14 Bereiche unterteilt, einschließlich dem Wasserpark.

#### The Beginning
Im Eingangsbereich gibt es keine Attraktionen, aber der Bereich beherbergt die wichtigsten Verkaufsläden, Restaurants und Verwaltungseinrichtungen des Parks. Das Legoland Hotel befindet sich direkt vor dem Eingang des Parks.

#### Fun Town
Fun Town beherbergt zwei Lego-Bauspielplätze, ein Karussell und ein 4D-Kino. Weiterhin gibt es zwei gastronomische Einrichtungen und den Lego Factory Shop.
| Attraktion                          | Bild | Eröffnungsdatum  | Typ                | Hersteller |
| ----------------------------------- | ---- | ---------------- | ------------------ | ---------- |
| Planet Legoland / Rebuild the World |      | –                | Lego-Bauspielplatz | –          |
| The Grand Carousel                  |      | 15. Oktober 2011 | Karusell           | Bertazzon  |
| Lego Dots                           |      | –                | Lego-Bauspielplatz | –          |
| Legoland Fun Town Theater           |      | 15. Oktober 2011 | 4D-Kino            | –          |

#### Heartlake City
In Heartlake City gibt es ein Kino, Disk'O sowie einen Eisstand und einen Shop.
| Attraktion             | Bild | Eröffnungsdatum | Typ    | Hersteller |
| ---------------------- | ---- | --------------- | ------ | ---------- |
| Heartlake Theater      |      | 26. Juni 2015   | Kino   | –          |
| Mia’s Riding Adventure |      | 26. Juni 2015   | Disk’O | Zamperla   |

#### Pirate's Cove
| Attraktion            | Bild | Eröffnungsdatum  | Typ                | Hersteller |
| --------------------- | ---- | ---------------- | ------------------ | ---------- |
| Special Event Stadium |      | 15. Oktober 2011 | Stadion            | –          |
| Pirate’s Cove Stadium |      | 15. Oktober 2011 | Stadion            | –          |
| Pirate River Quest    |      | 12. Januar 2023  | Bootsfahrt         | –          |
| Cypress Gardens       |      | 15. Oktober 2011 | Botanischer Garten | –          |

#### LEGO Technic
| Attraktion           | Bild | Eröffnungsdatum  | Typ                | Hersteller   |
| -------------------- | ---- | ---------------- | ------------------ | ------------ |
| The Great Lego Race  |      | 15. Oktober 2011 | Wilde Maus         | Mack Rides   |
| Technic Tot Spot     |      | –                | –                  | –            |
| Kids Power Tower     |      | 15. Oktober 2011 | Tower              | Sunkid Heege |
| Aquazone Wave Racers |      | 15. Oktober 2011 | Wild Water Rondell | Zierer       |
| Technicycle          |      | 15. Oktober 2011 | Magic Bikes        | Zamperla     |

#### Imagination Zone
Die Imagination Zone beherbergt die interaktiven Lego-Spielplätze Lego Mindstorms, Building Zone, Creation Zone, Lego City Space, Water Zone, Wheels Zone, Education Zone und GameSpace.

#### The Lego Movie World
| Attraktion                       | Bild | Eröffnungsdatum | Typ               | Hersteller |
| -------------------------------- | ---- | --------------- | ----------------- | ---------- |
| Battle of Bricksburgh            |      | 2013            | Splash Battle     | Mack Rides |
| The Lego Movie Masters of Flight |      | 27. März 2019   | Flying Theater    | Brogent    |
| Unikitty's Disco Pop             |      | 27. März 2019   | Junior Drop Tower | Zierer     |

#### DUPLO Valley
| Attraktion                  | Bild | Eröffnungsdatum  | Typ               | Hersteller |
| --------------------------- | ---- | ---------------- | ----------------- | ---------- |
| DUPLO Splash & Play         |      | 15. Oktober 2011 | Wasserspielplatz  | –          |
| DUPLO Tot Spot              |      | 15. Oktober 2011 | Bauspielplatz     | –          |
| DUPLO Train                 |      | 15. Oktober 2011 | Junior Railway    | –          |
| DUPLO Tractor               |      | 15. Oktober 2011 | Track Ride        | –          |
| Florida Prepaid Schoolhouse |      | 15. Oktober 2011 | Indoor-Spielplatz | –          |

#### LEGO Kingdoms
| Attraktion          | Bild | Eröffnungsdatum  | Typ               | Hersteller       |
| ------------------- | ---- | ---------------- | ----------------- | ---------------- |
| Merlin’s Challenge  |      | 15. Oktober 2011 | Berg- und Talbahn | Zierer           |
| The Dragon          |      | 15. Oktober 2011 | Junior Coaster    | Vekoma           |
| Royal Joust         |      | 15. Oktober 2011 | Pony Track        | Metallbau Emmeln |
| Forestman's Hideout |      | 15. Oktober 2011 | Spielplatz        | –                |

#### Land of Adventure
| Attraktion                 | Bild | Eröffnungsdatum  | Typ               | Hersteller         |
| -------------------------- | ---- | ---------------- | ----------------- | ------------------ |
| The Lost Kingdom Adventure |      | 15. Oktober 2011 | Tracked Dark Ride | Bertazzon          |
| Beetle Bounce              |      | 15. Oktober 2011 | Junior Drop Tower | S&S Worldwide      |
| Safari Trak                |      | 15. Oktober 2011 | Track Ride        | Metallbau Emmeln   |
| Coastersaurus              |      | 15. Oktober 2011 | Holzachterbahn    | Martin & Vleminckx |

#### LEGO Ninjago World
| Attraktion            | Bild | Eröffnungsdatum | Typ               | Hersteller                |
| --------------------- | ---- | --------------- | ----------------- | ------------------------- |
| Lego Ninjago The Ride |      | 12. Januar 2017 | Tracked Dark Ride | Triotech, ART Engineering |

#### LEGO City
| Attraktion              | Bild | Eröffnungsdatum  | Typ          | Hersteller       |
| ----------------------- | ---- | ---------------- | ------------ | ---------------- |
| Ford Driving School     |      | 15. Oktober 2011 | Fahrschule   | –                |
| Ford Jr. Driving School |      | 15. Oktober 2011 | Fahrschule   | –                |
| NFPA Rescue Academy     |      | 15. Oktober 2011 | Fire Academy | Metallbau Emmeln |
| Coast Guard Academy     |      | 15. Oktober 2011 | Boat Ride    | Garmendale       |

#### Miniland USA
| Bereich                        | Bild | Modelle |
| ------------------------------ | ---- | --- |
| Daytona International Speedway |      | Daytona International Speedway |
| Kennedy Space Center           |      | Kennedy Space Center, Vehicle Assembly Building, Space Shuttle Launch |
| Florida                        |      | Miami (Little Havannah, Miami Beach), Flagler Museum, Annie Pfeiffer Chapel, Bok Tower Gardens, Bok Tower Gardens, St. Augustine, Florida State Capitol, Panama City Beach, Tampa |
| Pirates’ Shores                |      | fiktive Piratenbucht |
| Kalifornien                    |      | Los Angeles (Hollywood Bowl, Hollywood Boulevard), San Francisco (China Town, Pier 39)                                                                                            |
| Washington, D.C.               |      | Georgetown Canal, Lincoln Memorial, Weißes Haus, Kapitol, Washington Monument, Jefferson Memorial                                                                                 |
| New York                       |      | New York City (Chrysler Building, Times Square, Statue of Liberty) |
| Las Vegas                      |      | Treasure Island, Venetian, Las Vegas Monorail, The Strat, Paris, MGM Grand, Tropicana, Luxor, The Mirage                                                                          |

## Legoland Water Park
Der Legoland Water Park ist der Wasserpark des Legoland Florida Resorts. Der Wasserpark wurde ursprünglich unter dem Namen Splash Island errichtet, der 2005 mit fünf Attraktionen in Cypress Gardens eröffnet wurde. Splash Island war der einzige Wasserpark in Polk County als er eröffnet wurde. Nachdem Merlin Entertainments das Gelände von Cypress Gardens übernommen hatte, wurde Splash Island mit Lego-Themen überarbeitet, die die ursprünglichen Attraktionen mit polynesischem Thema ersetzen. Merlin fügte außerdem eine sechste Attraktion hinzu, einen Wasserspielbereich für Kleinkinder namens Duplo Splash Safari mit Rutschen und Springbrunnen in einem flachen Becken. Der Park wurde am 26. Mai 2012 unter seinem neuen Namen wiedereröffnet.
Für den Eintritt in den Wasserpark ist zusätzlich der Kauf einer Eintrittskarte für den Themenpark erforderlich. Der anfängliche Aufpreis für den Eintritt in den Wasserpark betrug 12 $ für Kinder ab 4 Jahren und richtete sich an Besucher, die einen zweiten Tag im Legoland verbringen.

## Peppa Pig Theme Park
Am 25. Februar 2021 kündigte Merlin Entertainments im Rahmen der exklusiven, gebietsübergreifenden Lizenzvereinbarung mit Hasbro und Entertainment One an, im Jahr 2022 einen 1,8 Hektar großen Peppa-Pig-Themenpark im Resort zu errichten. Der Park wurde am 24. Februar 2022 eröffnet.

## Legoland Resort

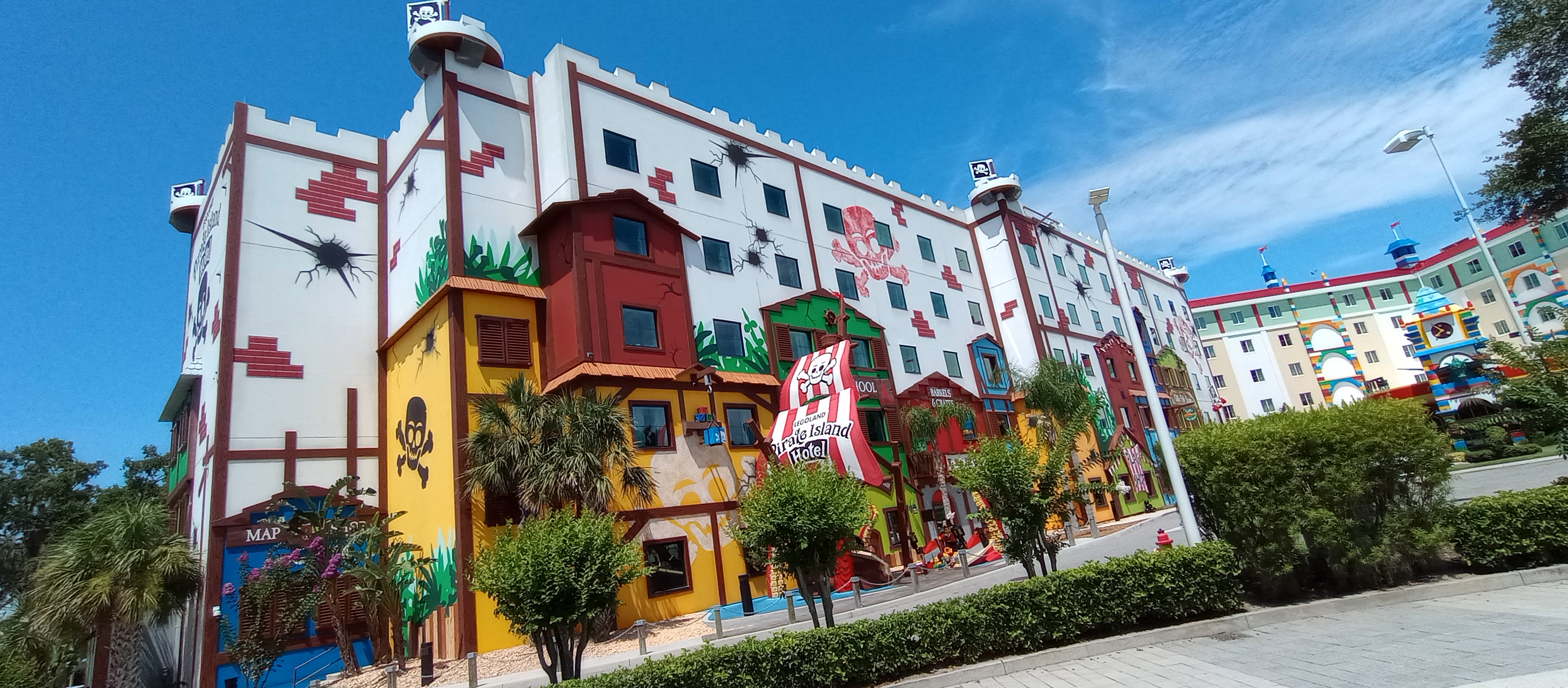
Pirate Island Hotel

Das Legoland Florida Resort verfügt über zwei Hotels und eine Bungalow-Anlage.

### Legoland Hotel
Das Legoland Hotel befindet sich direkt am Eingang des Legoland Florida Themenparks. Das Hotel hat 152 Zimmer und wurde am 15. Mai 2015 eröffnet. Es befindet sich direkt neben dem Pirate Island Hotel.

### Legoland Beach Retreat
Das Legoland Beach Retreat hat 166 Zimmer in 83 Bungalows, die riesige Lego-Sets darstellen sollen. Die Bungalow-Anlage wurde am 7. April 2017 eröffnet.

### Pirate Island Hotel
Das Pirate Island Hotel ist ein Hotel im Piratenstil und wurde am 25. Juni 2020 eröffnet.